# 兴安斯克
兴安斯克（羅馬化：Khingansk）是俄罗斯犹太自治州的市级镇，属奥布卢奇耶区，位于自治州西北部左兴安河（Левый Хинган）畔，在区行政中心奥布卢奇耶东北、自治州首府比罗比詹西偏北方。
该地2021年人口有1,134人；2010年人口1,459；2002年人口2,161；1989年人口3,157。